# 恩斯特·卡西米爾 (拿騷-迪茨)
恩斯特·卡西米爾（荷蘭語：Ernst Casimir van Nassau-Dietz，1573年12月22日—1632年6月2日），拿骚-迪茨伯爵，弗里斯兰省、格罗宁根省和德伦特省的执政。

## 经历
他是拿骚-迪伦堡伯爵约翰六世和伯爵夫人伊丽莎白的第十一个孩子。
他的父亲去世后，拿骚被五个儿子瓜分，恩斯特·卡西米尔成为了拿骚-迪茨伯爵。
恩斯特·卡西米尔是八十年战争中杰出的军事领袖。他曾是毛里茨的部下，与弗雷德里克·亨利并肩作战。为了攻下格罗宁根省，他还于1628年建造了纽威斯坦斯堡垒。虽然他在弗里斯兰省待的时间很短，但人们还是让他做那里的执政并给予他世袭权。

## 去世
1632年6月，他在视察战壕时被子弹击中身亡，他的儿子亨德里克·卡西米尔一世接替了他的一切职务。

## 家庭
1607年恩斯特卡西米尔与不伦瑞克 - 吕讷堡公爵亨利·朱利叶斯的女儿索菲娅•海德薇结婚，两人育有下列子女：
- 夭折的女儿（1608年）
- 夭折的儿子（1609年）
- 无名的儿子（1610年至1610年）
- 拿骚-迪茨的亨德里克·卡西米尔一世（1612年－1640年）
- 拿骚-迪茨的威廉·弗雷德里克（1613年－1664年），与奥兰治-拿骚的艾伯丁•艾格尼丝结婚，奧蘭治親王威廉四世的曾祖父。
- 伊丽莎白（1614年7月25日－1614年9月18日）
- 约翰·恩斯特（1617年3月29日－1617年5月）
- 莫里斯（1619年2月21日－1628年9月18日）
- 伊丽莎白•弗里索（1620年11月25日－1628年9月20日）